# Mats Levén
Pour les articles homonymes, voir Leven (homonymie).
Mats Levén, né le 11 septembre 1964 à Mölndal, est un chanteur suédois. Il est notamment connu pour ses collaborations avec Yngwie Malmsteen, Therion, Candlemass ou Krux.

## Carrière
Début 2010, il rejoint temporairement le groupe de metal progressif français Adagio à la suite du départ de Christian Palin.
En juin 2012 il remplace Robert Lowe dans Candlemass.